# Geghard, Kotayk
Geghard (tiếng Armenia: Գեղարդ, cũng được Latinh hóa là Geghart; tên cũ, Artiz) là một làng thuộc tỉnh Kotayk, Armenia. Dân số ước tính năm 2011 là 475 người. Đây là nơi có tu viện Geghard nằm ở phía đông nam làng được UNESCO công nhận là Di sản thế giới.